# Ролф Шнайдер
Ролф Шнайдер (на немски: Rolf Schneider) е немски писател, автор на есета, драми, радиопиеси, пътеписи и автобиографии.

## Биография
Ролф Шнайдер е роден през 1932 г. в саксонския град Кемниц. Баща му е технически ръководител във фабрика, а майка му – текстилна работничка. Шнайдер израства във Вернигероде в Харц, където завършва гимназия и работи в предприятие.
От 1955 до 1958 г. следва германистика и педагогика в университета „Мартин Лутер“ на Хале-Витенберг. Завършва със степен „дипломиран германист“.
Назначен е за редактор в културно-политическото списание Ауфбау в Берлин. От 1958 г. е писател на свободна практика.
Шнайдер създава многобройни радиопиеси и драми за театър като верен на режима автор. От друга страна обаче рано започва да посещава заседанията на свободното литературно сдружение Група 47 и има възможност да пътува на Запад, като посещава ФРГ, Австрия и Франция.
След 1976 г. отношението му към положението в ГДР често е критикувано. През ноември 1976 г. той спада към първите писатели на ГДР, подписали протеста срещу лишаването от гражданство на поета Волф Бирман. Възможностите му за публикуване в ГДР са силно ограничени от държавата.
През 1979 г. е изключен от Съюза на писателите в ГДР. Шнайдер, който по собствени изказвания вярва във възможността ГДР да бъде реформирана, работи през следващите години главно като автор на пиеси и драматург в театрите на Майнц и Нюрнберг.
След политическата промяна в ГДР Шнайдер отново е приет в Съюза на писателите, но скоро го напуска окончателно в знак на протест срещу продължаващото пердседателство на Херман Кант.
Ролф Шнайдер е член на немския ПЕН клуб.
Живее в Шьонайхе край Берлин.

## Награди и отличия
- 1962: „Награда Лесинг“ на ГДР
- 1967: Hörspielpreis der Kriegsblinden
- 1972: Kunstpreis des FDGB
- 2004: „Федерален орден за заслуги“ първа степен